# Nkhoma
Nkhoma est le nom d'une colline dans le district de Lilongwe au Malawi. Des missionnaires sud-africains y établirent une mission en 1889 et lui donnèrent le nom de la colline.
De nos jours, Nkhoma est le siège d'un synode de l'Église presbytérienne d'Afrique centrale et abrite plusieurs institutions affiliées, le Josophat Mwale Theological Institute, l'hôpital et une école d'infirmière, le Nkhoma College of Nursing.
Nkhoma est aussi un patronyme commun parmi les peuples locuteurs du chewa et chez les Tumbuka. L'origine du nom est la région de Dedza, au XVIIe siècle. Ce nom est fréquent dans la province orientale de la Zambie, notamment à Chipata et Lundazi.

## Sources
- (en) Cet article est partiellement ou en totalité issu de l’article de Wikipédia en anglais intitulé « Nkhoma » (voir la liste des auteurs).

1. ↑  (en) W.L. Brown, The development in self-understanding of the CCAP Nkhoma Synod as Church during the first forty years of autonomy: an ecclesiological study, University of Stellenbosch, ‌2005 (lire en ligne).